# Цветение красной и белой сливы
«Цветение красной и белой сливы»  (яп. 紙本金地著色紅白梅図) — роспись по двустворчатой ширме японского художника Огаты Корина. Находится в собрании Художественного музея MOA в Атами. Входит в список Национальных сокровищ Японии. Ширма считается одной из лучших работ Огаты Корина и одним из известнейших произведений искусства Японии.

## Информация о ширме

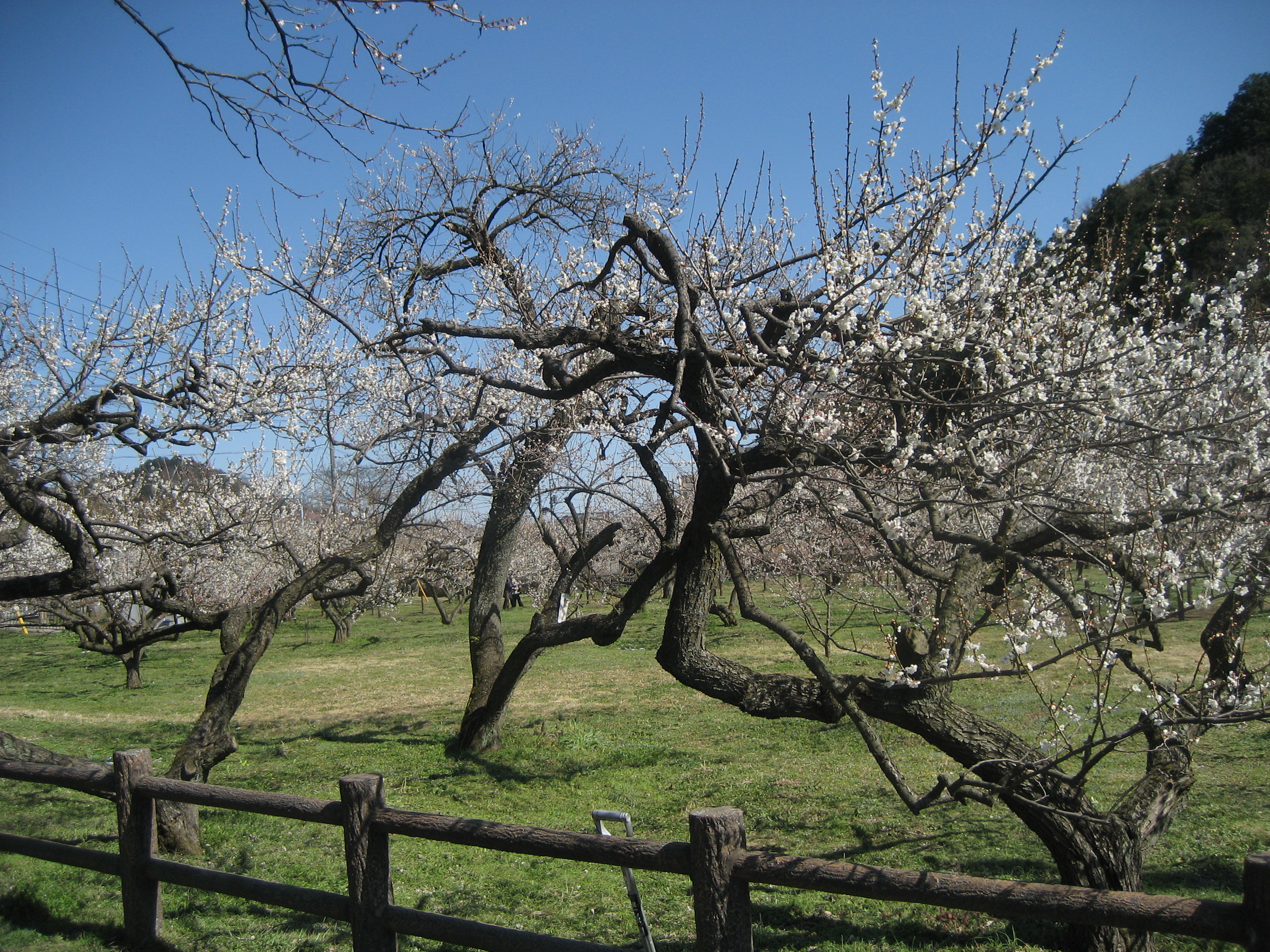
Огата Корин изобразил стилизованные японские сливы.

Простая композиция росписи охватывает реку и две японские сливы — с белыми и красными цветами по её берегам. Цветение слив предполагает, что на работе изображена весна.
Дата создания ширмы точно не известна (только на трёх произведениях Огаты Корина есть даты), но считается, что она принадлежит к позднему периоду его творчества и, скорее всего, является одной из его последних работ. К такому выводу пришли в результате исследования его подписи, техники работы и композиции. Искусствовед Юдзо Яманэ датирует ширму 1714 или 1715-м годом — незадолго до смерти художника. На обеих половинах ширмы стоит печать Хосюку  (яп. 方祝), но подписи разные — Хоккё Корин (яп. 法橋光琳) на левой половине и Сэй Сэй Корин  (яп. 青々光琳) на правой. Последний из псевдонимов он начал использовать после того, как уехал из Эдо, где он пребывал с 1704 по 1709 год.
Роспись создавалась цветными пигментами по бумаге. Размер каждой из панелей составляет 156,5x172,5 сантиметров. Огата Корин создал особую «испещрённую» текстуру при помощи техники тарасикоми — когда второй слой пигмента или чернил накладывается до того, как подсох первый. Работа считается образцом мастерства художественной школы Римпа.
Квадратная решётка, проглядывающая сквозь композицию, может свидетельствовать об использовании в работе тонких листов из серебра и золота. Нижние слои работы золотого цвета, что, скорее всего, также было сделано при помощи позолоты. Рентгенофлуоресцентный анализ показал, что при работе задействованы органические пигменты с небольшой примесью золота. Чёрный цвет предположительно образовался в результате того, что серебро почернело от воздействия серы либо в результате того, что почернел синий пигмент, года из него вышел азурит. Тот же анализ показал, что были использованы только органические краски. Анализ изображения деревьев не был столь результативным, но показал, что краски, которые были задействованы при написании стволов, цветов и почек, вероятно, сделаны из киновари и кальцита.

## Владельцы ширмы

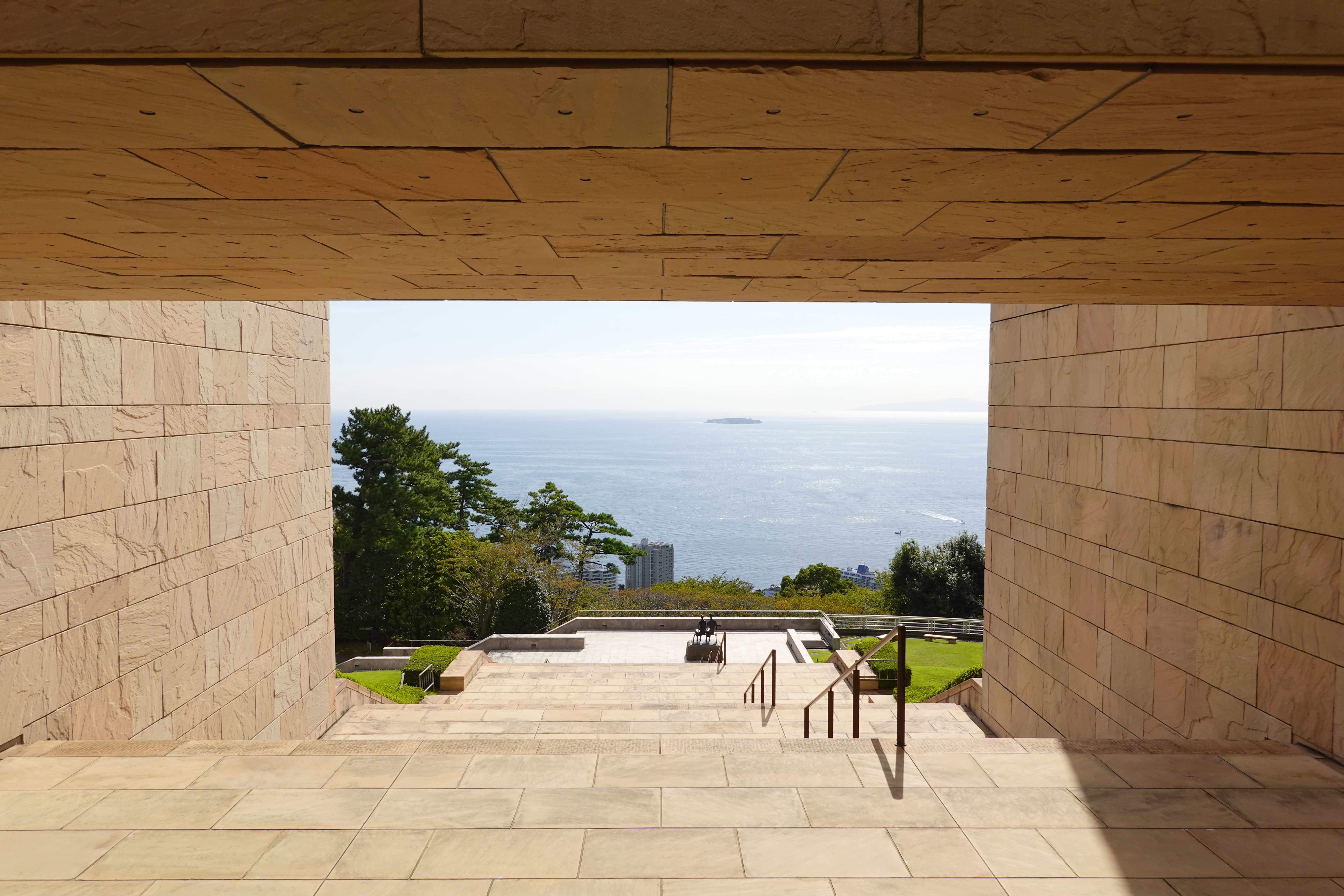
Художественный музей MOA выставляет ширму каждый год во время сезона цветения слив.

Нет никаких записей и документов о владельцах ширмы, её заказе либо покупке до XX века. В документах периода Эдо нет никаких упоминаний об этой работе. Его последователи и ученики не создавали её копии, что может свидетельствовать о том, что работа не была известной. Статья в журнале 1907 года Кокка (『國華』, выпуск 101, страница 569, (「尾形光琳筆 梅花図屏風に就て」 (яп.  «Ogata Kōrin hitsu Baika Zu Byōbu ni tsuite»), стала первой из известных публикаций об этой ширме. Впервые «Цветение красной и белой сливы» было выставлено в 1915 году на выставке к 200-летнему юбилею Огаты Корина.
В 1953 году Мокити Окада начал переговоры с потомками самурайского рода Цугару (который мог являться изначальным владельцем) о покупке ширмы; сделка состоялась в 1954 году. «Цветение красной и белой сливы» находится в Художественном музее MOA вместе с другими работами Огаты Корина. Музей выставляет ширму каждый год в течение одного месяца во время цветения сливы. Неподалёку в саду воссоздан сам сюжет ширмы. На двух холмах посажено 360 сливовых деревьев по числу деревьев, окружающих храм китайского поэта Линь Бу, известного благодаря своим стихотворениям о цветении слив.
В историческом фильме Гэнроку Рёран производства NHK во время начальных титров используется компьютерная анимация с «Цветением красной и белой сливы».